# Ночная Черняница
Ночная Черняница (Черненика, Северная Черняница) — река в Котельничском районе Кировской области России, правый приток Моломы (бассейн Волги). Устье реки находится в 31 км по правому берегу реки Молома. Длина реки составляет 54 км. Площадь бассейна — 801 км².
Исток реки находится в лесу юго-западнее посёлка Заречный в 35 км к северо-западу от Котельнича. Река течёт на восток, в верховьях до слияния с Крутихой называется Черненика, ниже — вплоть до впадения Черняницы Верхней обозначена как Северная Черняница, ниже — Ночная Черняница. Протекает посёлок Заречный, деревню Надеевы, посёлок Юбилейный, рядом с селом Красногорье и окружающими его деревнями, деревню Кощеевы. Впадает в Молому у деревни Заборье (Юрьевское сельское поселение). Высота истока — 142,4 м над уровнем моря.

## Притоки
- река Берёзовка (пр)
- 12 км: река Черняница (пр)
- 16 км: река Каменка (пр)
- 35 км: река Мостовка (в водном реестре — река без названия, пр)
- 38 км: река Черняница Верхняя (в водном реестре — река без названия, пр)
- река Крутиха (пр)

## Данные водного реестра
По данным государственного водного реестра России относится к Камскому бассейновому округу, водохозяйственный участок реки — Вятка от города Киров до города Котельнич, речной подбассейн реки — Вятка. Речной бассейн реки — Кама.
Код объекта в государственном водном реестре — 10010300312111100035997.